# جورج بيكرينغ
جورج بيكرينغ (بالإنجليزية: George Pickering)‏ (1832 في أستراليا - 1 ديسمبر 1858 في أستراليا) هو لاعب كريكت أسترالي. لعب مع فريق فكتوريا للكريكت.

## وصلات خارجية
- جورج بيكرينغ على موقع إي آس بي آن كريك إنفو (الإنجليزية)